# کوجی ناکاموتو
کوجی ناکاموتو (انگلیسی: Kōji Nakamoto; ۵ ژوئیهٔ ۱۹۴۱ – ۱۹ اکتبر ۲۰۲۲) کمدین، بازیگر، گیتارنواز، خوانندگی اهل ژاپن بود. وی بین سال‌های ۱۹۶۳ تا ۲۰۲۲ میلادی فعالیت می‌کرد. او در ۱۹ اکتبر ۲۰۲۲ در سن ۸۱ سالگی در یک تصادف رانندگی درگذشت.